# بیمارستان آبرن
بیمارستان آبرن (به انگلیسی: Auburn Hospital) بیمارستانی مدیکر در شهر سیدنی استرالیا است و دارای ۱۵۵ تخت است.